# 쿨에이드 (래퍼)

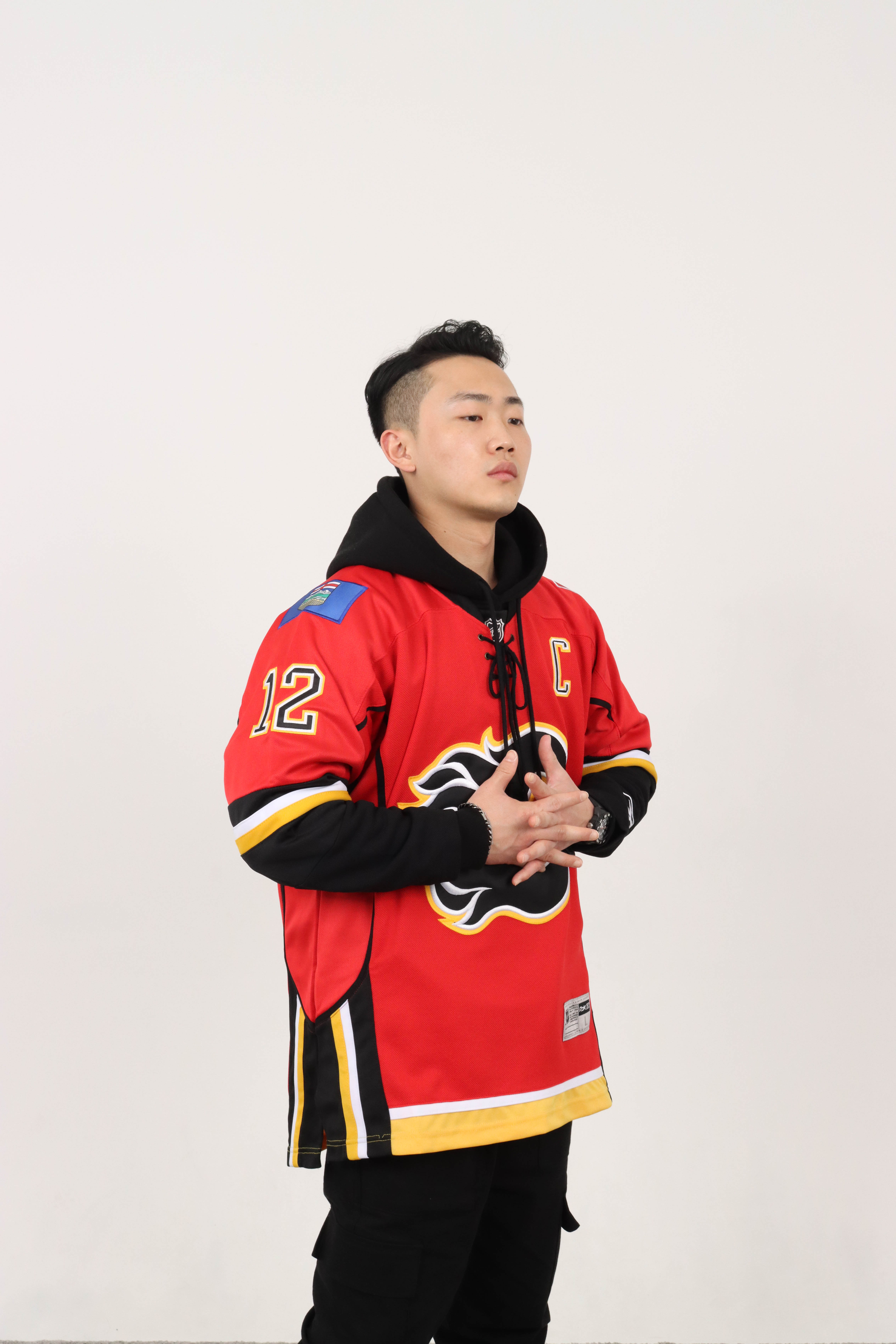

쿨에이드(1996년 10월 7일 ~)는 대한민국의 래퍼다. 2015년 싱글 《Crave》로 데뷔했다.

## 방송
- 방구석 래퍼 (2022) - Top6

## 음반
- Crave (Feat. Kid Milli) (2015)
- Plasma (Prod. GILBERT) (2021)
- TI:ME SQUARE (Prod. Flossy) (2021)
- MIDDLE OCEAN (2021)
- WOORI (2021)
- house of continue (2021)
- 방구석래퍼 Part.1 ANOTHER LEVEL(2022)
- 방구석래퍼 Part.2 Semi Final (2022)
- 방구석래퍼 CYPER (Prod. Catnip)
- Starlight (Feat. LEEDACITY)